# Rob Knox
Robert Arthur (Rob) Knox (Kent, 21 augustus 1989 - Londen, 24 mei 2008) was een Brits acteur. Zijn laatste rol was die van Alfons Gasthuis in de film Harry Potter en de Halfbloed Prins.
Knox begon reeds op zijn elfde met acteren. Hij had een klein rolletje in een episode van de politieserie The Bill en trad op in de realitysoap Trust me I'm a Teenager en in de televisiekomedie After You've Gone. Ook was hij te zien in de film King Arthur uit 2004 en in Tonight with Trevor McDonald.
Rob Knox overleed op achttienjarige leeftijd toen hij voor een pub zijn jongere broer tegen twee gewelddadige mannen probeerde te beschermen. Hierdoor ontstond een schermutseling waarbij hij werd doodgestoken. De opnames voor de film Harry Potter en de Halfbloed Prins waren toen al achter de rug.